# Шишков, Александр Васильевич
Алекса́ндр Васи́льевич Шишко́в (3(15) ноября 1883 — 8 июля 1920) — участник революционного движения в России.

## Биография
Родился в семье рабочего, экстерном сдал экзамен на звание народного учителя. Член РСДРП(б) с 1904 года. Во время революции 1905–1907 годов вёл партийную работу среди железнодорожников Москвы, в 1908 член Московского комитета РСДРП, затем работал в Севастополе и Hижнем Новгороде.
Неоднократно арестовывался; с 1914 отбывал ссылку в Нарыме.
В 1917 участник борьбы за установление Советской власти в Томске и губернии. В 1918 в Наркомате внутренних дел РСФСР, председатель Владимирского губисполкома. С 1919 член Всеукраинского ЦИК, член Ревтрибунала УССР, заместитель председателя Всеукраинской ЧК, председатель Владимирской, Томской губернских ЧК.
В 1920 году возглавил Томскую губернскую ВЧК и, одновременно, занимал пост заведующего военным отделом Сибревкома (в Ново-Николаевске, который тогда несколько месяцев являлся столицей Томской губернии). Во время Западно-Сибирского восстания крестьян против установившейся Советской власти был захвачен в плен повстанцами на Транссибе в городе Татарске. В тюрьме покончил жизнь самоубийством.
В советское время пресса придерживалась версии событий, что "пламенный революционер погиб от бандитской пули" при оперативной поездке по Томскому Приобью.
При реэвакуации в Томск органов губернской советской власти из Ново-Николаевска (город на Оби был под угрозой штурма отрядами крестьянских повстанцев), сюда же были доставлены останки погибшего А.В. Шишкова. Он был похоронен на главном городском кладбище — Преображенском.
В 1950-х годах по решению томских советских и партийных органов Преображенское кладбище начали спешно убирать, зачищая бульдозерами все могилы. Большинство захоронений оказалось утраченными. Однако часть могил наиболее известных и чтимых людей были перезахоронены на Южном кладбище города Томска, в том числе и останки А.В. Шишкова.

## Память
- В Томске в 1953 году Шишкову был установлен памятник рядом со зданием нынешнего ФСБ работы скульптора Г. Шемберга.
- В 1983 году была установлена мемориальная доска на доме, где работал Шишков, по адресу пер. Макушина, 8.